# Josh Allen (giocatore di football americano 1996)
Joshua Patrick Allen (Firebaugh, 16 maggio 1996) è un giocatore di football americano statunitense che milita nel ruolo di quarterback per i Buffalo Bills della National Football League (NFL). Nel 2024 è stato nominato MVP della NFL.

## Carriera universitaria
Allen al college giocò a football al Reedley College nel 2014, prima di trasferirsi ai Wyoming Cowboys nel 2015, dove giocò tre annate. Divenuto titolare a partire dal 2016, in quella stagione passò 3.200 yard e 28 touchdown. Nell'ultima stagione le sue cifre scesero a 1.812 yard passate e 16 touchdown.
Vittorie e premi
- Second Team All-Mountain West (2016)

## Carriera professionistica

### Stagione 2018
Allen era considerato da diverse pubblicazioni come uno dei migliori quarterback selezionabili nel Draft NFL 2018 e una scelta della prima metà del primo giro. Il 26 aprile 2018 fu scelto come settimo assoluto dai Buffalo Bills. Nel primo turno i Bills gli preferirono come titolare il quarterback al secondo anno Nathan Peterman ma dopo un divario di 40-0 e 2 intercetti subiti, Allen fece il suo debutto professionistico nel secondo tempo passando 74 yard e correndone 26 nella sconfitta contro i Baltimore Ravens. Sette giorni dopo disputò la prima gara come titolare nella sconfitta contro i Los Angeles Chargers per 31-20 in cui passò 245 yard, un touchdown e subì due intercetti. Sette giorni dopo invece guidò i Bills alla sorpresa di giornata nella vittoria sui favoriti Vikings con tre touchdown complessivi: uno passato e due segnati su corsa. Nel sesto turno fu costretto a lasciare la partita contro gli Houston Texans nel secondo tempo, non facendo più ritorno in campo.
Dopo avere saltato quattro partite, Allen tornò a partire come titolare contro i Jacksonville Jaguars, una gara degna di nota poiché il cornerback dei Jaguars Jalen Ramsey lo aveva definito "spazzatura" prima dell'inizio della stagione. In una partita col risultato sempre in bilico, i Bills vinsero 24-21, col quarterback che completò 8 passaggi su 19 per 160 yard e un touchdown, oltre a 99 yard su corsa e un secondo TD. Quelle 99 yard corse furono un nuovo record di franchigia per un quarterback, superando il precedente primato di Tyrod Taylor. Nell'ultimo turno Allen fu premiato come giocatore offensivo della AFC della settimana dopo avere completato 17 passaggi su 26 per 224 yard e 3 touchdown con un intercetto, oltre ad averne corse altre 95 più 2 marcature nella vittoria sui Miami Dolphins. Fu solamente la seconda partita in stagione che completò più del 50% dei suoi passaggi. La sua annata si chiuse con 10 TD, 12 intercetti e 2.074 yard passate in 12 presenze.

### Stagione 2019

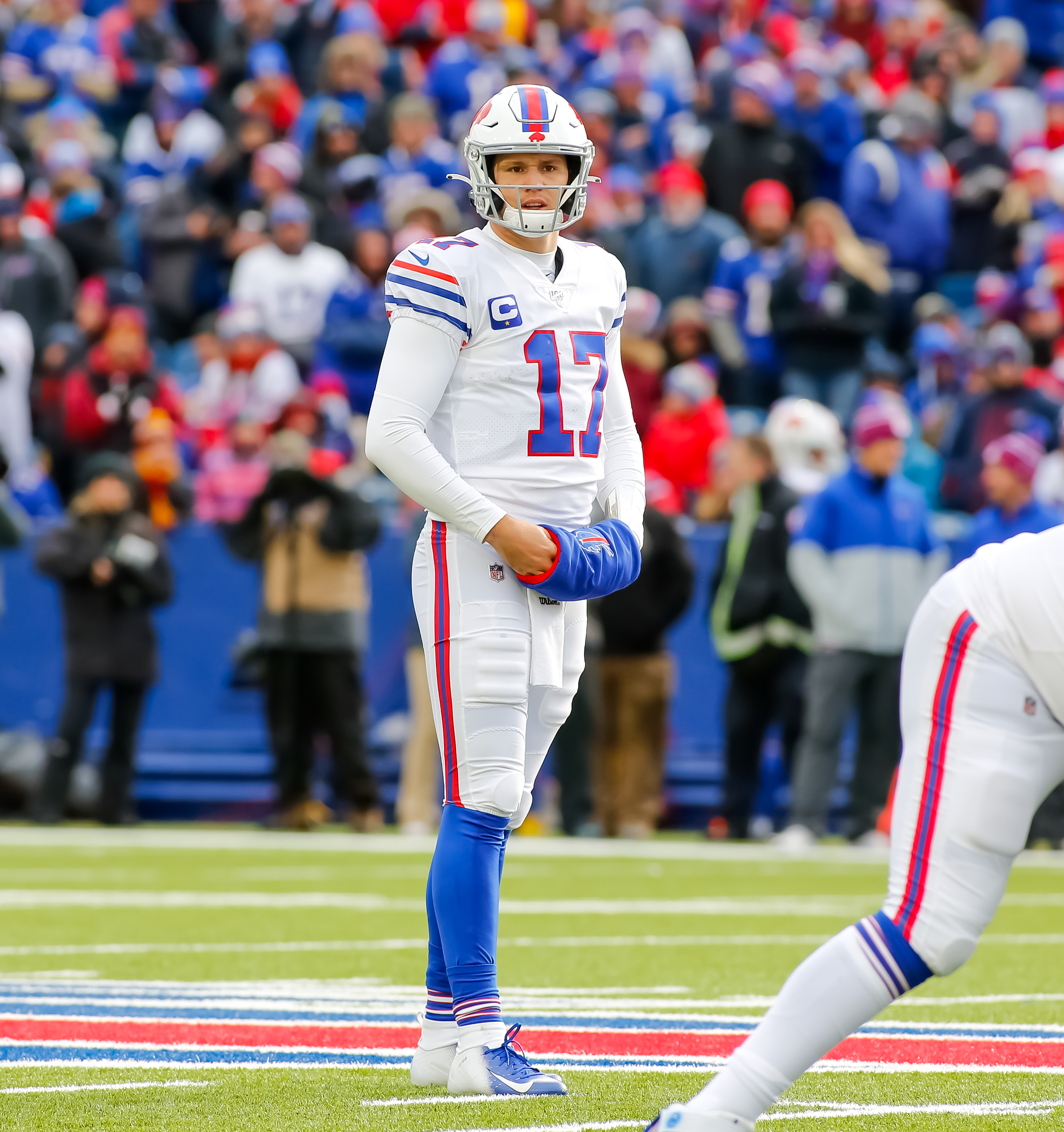
Allen nel 2019

Allen nel 2019 guidò Buffalo a vincere tutte le prime tre partite, prima di essere costretto a uscire nel quarto turno per infortunio nella gara contro i Patriots. Tornò in campo nel turno successivo portando i suoi alla vittoria sui Tennessee Titans. Nell'undicesimo turno fu premiato come giocatore offensivo della AFC della settimana dopo avere passato 256 yard, 3 touchdown e segnatone un quarto su corsa nella vittoria sui Miami Dolphins. La sua stagione regolare si chiuse con 3.089 yard passate, 20 touchdown e 9 intercetti subiti, disputando per la prima volta tutte le 16 partite come titolare. I Bills terminarono con un record di 10-6, ottenendo una wild card per i playoff. Nel primo turno furono eliminati dagli Houston Texans malgrado un vantaggio di 16-0 nel terzo quarto. Allen terminò la partita con 264 yard passate e un touchdown su ricezione passato da John Brown.

### Stagione 2020
Allen aprì la stagione 2020 con 312 yard passate e 2 touchdown nella vittoria sui Jets. Sette giorni dopo stabilì i nuovi primati personali in yard passate (417) e touchdown (4) nella vittoria sui Dolphins, venendo premiato come giocatore offensivo della AFC della settimana e come quarterback della settimana. Nella settimana 3 passò altri 4 touchdown e ne segnò un quinto su corsa nella vittoria sui Los Angeles Rams. Alla fine di settembre Allen fu premiato come giocatore offensivo della AFC del mese dopo avere mantenuto i Bills imbattuti con 1.038 yard passate, 10 touchdown e un passer rating di 124,8, il secondo migliore della lega.
Nel nono turno Allen fu premiato come giocatore offensivo della AFC della settimana e come quarterback della settimana grazie a 415 yard passate, 3 touchdown passati e uno su corsa nella vittoria sui Seattle Seahawks. Fu di nuovo premiato come giocatore offensivo della settimana nel tredicesimo turno in cui passò 375 yard e 4 touchdown nella vittoria nel Monday Night Football contro i San Francisco 49ers. Nella settimana 15, con 2 touchdown passati e 2 corsi nella vittoria sui Denver Broncos portò i Bills al primo titolo di division dal 1995 quanbo Allen non era ancora nato. La settimana successiva con 4 touchdown nella vittoria sui Patriots batté il record di franchigia di 33 stabilito da Jim Kelly nel 1991. Nell'ultimo turno superò un altro record di franchigia stagionale, quello di yard passate appartenente a Drew Bledsoe, portando i Bills a segnare 56 punti ai Dolphins, il massimo della storia nell'ultima partita di campionato. A fine stagione fu convocato per il suo primo Pro Bowl (non disputato a causa della pandemia di COVID-19) e inserito nel Second-team All-Pro dopo essersi classificato quinto nella NFL sia in yard passate (4.544) che in passaggi da touchdown (37).
Nel turno delle wild card contro gli Indianapolis Colts, Allen passò per 324 yard, corse per 54 yard e segnò tre touchdown totali nella vittoria per 27–24, la prima dei Bills dal 1995. La settimana successiva i Bills prevalsero in una battaglia difensiva contro i Baltimore Ravens per 17-3 in una gara in cui il quarterback passò 206 yard e un touchdown. Nella finale della AFC passò 287 yard, 2 touchdown e un intercetto nella sconfitta contro i Kansas City Chiefs campioni in carica, chiudendo la stagione di Buffalo a un passo dal Super Bowl.

### Stagione 2021

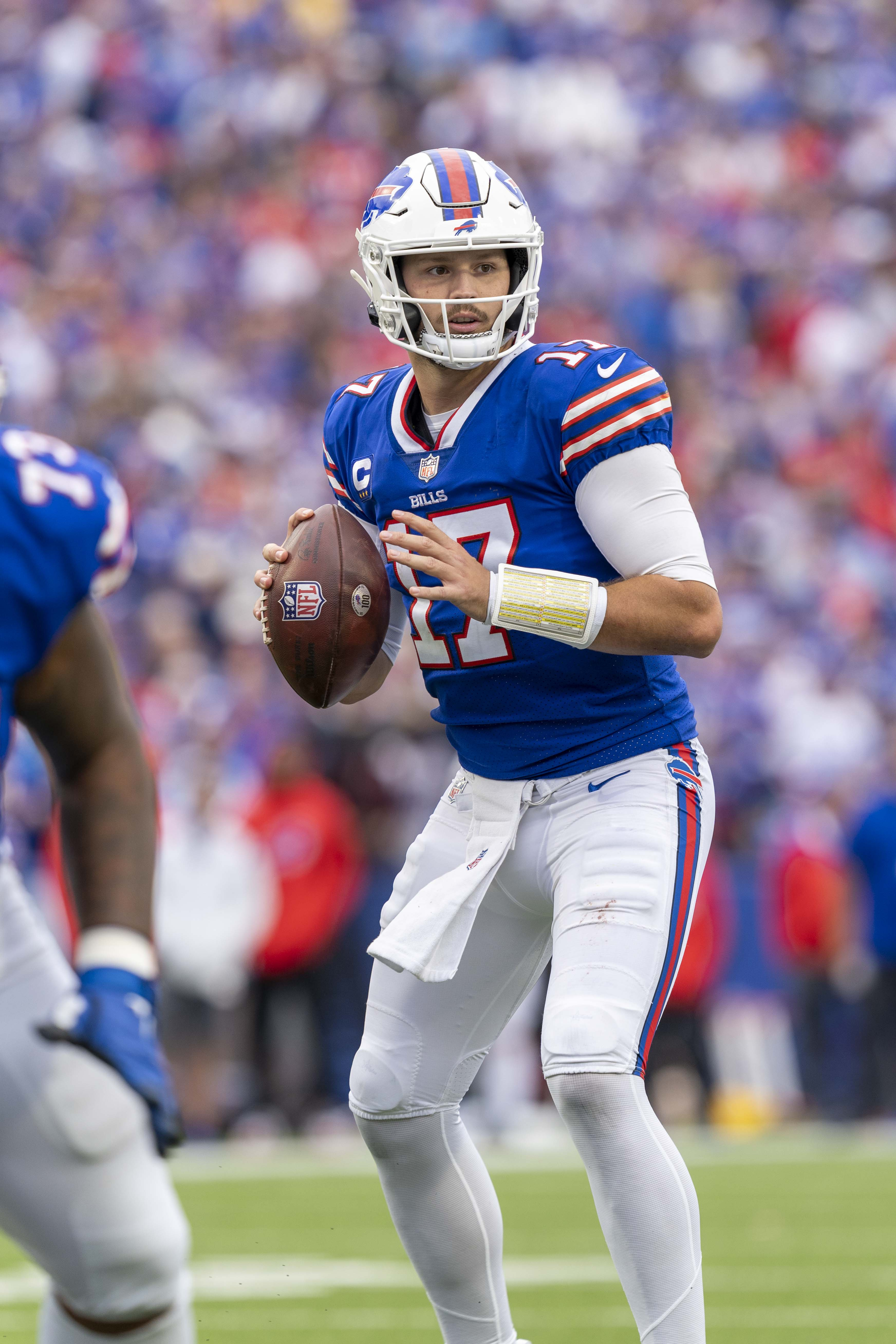
Allen nel 2021

Il 6 agosto 2021 Allen firmò un rinnovo di sei anni per un valore di 258 milioni di dollari, inclusi 150 milioni garantiti. Nella settimana 3 contro il Washington Football Team passò 358 yard e 4 touchdown nella vittoria per 43-21, venendo premiato come giocatore offensivo della AFC della settimana. Concluse la stagione regolare con un record in carriera di 409 passaggi completati, per 4.407 yard passate, 36 touchdown passati e 92,2 di passer rating. Ebbe anche 763 yard corse e 6 touchdown su corsa, guidando la lega con 6,3 yard per corsa.

### Stagione 2022
Allen aprì la stagione con quattro touchdown totali (tre passati e uno su corsa) e due intercetti nella vittoria sui Los Angeles Rams campioni in carica. La settimana successiva passò quattro touchdown nella vittoria nel Monday Night Football contro i Titans, tre quei quali per Stefon Diggs. Dopo una sconfitta con i Dolphins, Allen portò a rimontare uno svantaggio di 17 punti contro i Ravens, chiudendo con 213 yard passate, un touchdown e un intercetto nel 23-20 finale in favore dei Bills. Nella quinta giornata passò 424 yard e 4 touchdown (con un intercetto) nel 38-3 sui Pittsburgh Steelers, venendo premiato come giocatore offensivo della AFC della settimana e come quarterback della settimana. Raggiunse così i 150 touchdown passati in carriera come terzo più rapido della storia (66 partite), dopo Patrick Mahomes (60) e Dan Marino (61).
Nel sesto turno i Bills si vendicarono dei Chiefs che li avevano eliminati nei playoff dell'anno precedente battendoli per 24-20, con Allen che passò 329 yard e 3 touchdown, venendo premiato per la seconda volta in stagione come giocatore offensivo della AFC della settimana. Nella gara della settimana 15, la vittoria in rimonta 32-29 sui Miami Dolphins, Allen completò 25 passaggi su 40 totali per 304 yard e quattro touchdown più 77 yard su corsa e fu nuovamente premiato come giocatore offensivo della AFC della settimana.
Nel 16º turno Allen fissò il record per il maggior numero di touchdown passati nelle sue prime cinque stagioni, con 174. Il precedente record di 171 era di Dan Marino. Nell'ultimo turno fu premiato come quarterback della settimana per la sua prestazione nella vittoria sui Patriots in cui passò 254 yard, tre touchdown e un intercetto. A fine stagione fu convocato per il suo secondo Pro Bowl e finì terzo nel premio di MVP della NFL dopo essersi classificato secondo nella lega con 35 passaggi da touchdown.
Nel primo turno di playoff i favoriti Bills faticarono più del previsto per avere ragione dei Dolphins privi di Tua Tagovailoa. Allen concluse la partita con 352 yard passate, 3 touchdown e 2 intercetti nel 34-31 finale. La stagione di Buffalo, partita a inizio stagione come principale favorita per il Super Bowl, si chiuse la settimana successiva con la sconfitta in casa contro i Bengals per 27-10 in cui Allen passò 265 yard e subì un intercetto.

### Stagione 2023
Nella partita d'esordio della stagione 2023, la sconfitta 22-16 ai tempi supplementari nel Monday Night Football contro i New York Jets, Allen ebbe una delle peggiori prestazioni in carriera, con 29 passaggi completati su 41 tentati per 236 yard, un touchdown e soprattutto tre intercetti e un fumble perso. Nella gara del secondo turno, la vittoria 38-10 sui Las Vegas Raiders, si rifece completando 31 passaggi su 38 per 274 yard, tre touchdown e nessun intercetto, con un passer rating di 124,5, prestazione che gli valse il premio di giocatore offensivo della AFC della settimana.
Nel quarto turno Allen trascinò i Bills alla vittoria contro gli imbattuti Dolphins completando 21 passaggi su 25 per 320 yard, 4 touchdown passati, uno segnato su corsa e un passer rating perfetto di 158,3, venendo premiato come giocatore offensivo della AFC della settimana e come quarterback della settimana.
Nell'ultimo turno Allen ebbe una partita di alti e bassi, come tutta la sua stagione regolare, passando 359 yard, 2 touchdown e 2 intercetti, riuscendo a battere in rimonta i Dolphins e ad assicurarsi il titolo di division. La sua stagione regolare si chiuse al quarto posto della NFL per yard passate 4.306 yard passate e al quinto con 29 passaggi da touchdown. Mentre suoi 18 intercetti furono invece il secondo peggior risultato della lega, i suoi 15 touchdown su corsa furono un record NFL stagionale per un quarterback, condiviso con Jalen Hurts.
Nel primo turno di playoff Buffalo eliminò Pittsburgh con Allen che passò 203 yard e tre touchdown e ne segnò un quarto su corsa.

### Stagione 2024: MVP della NFL
Nel primo turno Allen passò due touchdown e ne segnò altri due su corsa nella vittoria sugli Arizona Cardinals. Fu la sua quarta partita con più di un touchdown passato e più di un touchdown segnato su corsa, pareggiando il record NFL dell'Hall of Famer Steve Young. Nel Monday Night Football del terzo turno vinto contro i Jaguars per 47-10 completò 23 passaggi su 30 per 263 yard, 4 touchdown, nessun intercetto e un passer rating di 142,1, venendo premiato come giocatore offensivo della AFC della settimana. Alla fine di settembre fu premiato come giocatore offensivo della AFC del mese, in cui passò 7 touchdown senza intercetti, più altri due touchdown su corsa. Nella gara del decimo turno guidò i Bills alla vittoria 30-20 contro gli Indianapolis Colts guadagnando complessivamente 330 yard: per la 14ª volta in carriera superò le 250 yard su passaggio e le 50 su corsa, primo giocatore nella storia della lega a raggiungere tale traguardo. Nel turno successivo Buffalo inflisse ai Chiefs bicampioni in carica la prima sconfitta stagionale, con Allen che passò 262 yard, un touchdown, un intercetto e segnò un touchdown su una corsa da 26 yard.
Nella settimana 13, nella vittoria sui 49ers che diede ai Bills il quinto titolo di division consecutivo, Allen divenne il primo quarterback della storia della NFL con un touchdown passato, uno segnato su corsa e uno su ricezione nello stesso incontro. Per questa presentazione fu premiato come giocatore offensivo della AFC della settimana e come quarterback della settimana. Sette giorni dopo disputò una prestazione storica diventando il primo giocatore di sempre con 3 touchdown passati e 3 segnati su corsa nella stessa partita, non sufficienti tuttavia a battere i Rams, che superarono i Bills 44-42. Dopo questa prova fu premiato come quarterback della settimana.
Nel quindicesimo turno Allen fu premiato come giocatore offensivo della AFC della settimana e come quarterback della settimana dopo avere passato 362 yard, 2 touchdown e segnato altre due marcature su corsa nella vittoria sui Lions, la squadra con il miglior record della NFC. Per i Bills si trattò dell'ottava partita consecutiva con almeno 30 punti segnati, pareggiando la striscia più lunga della storia della NFL. Il 22 dicembre fu rivelato che Allen aveva giocato la maggior parte della stagione 2024 con la mano sinistra fratturata. A fine stagione fu convocato per il suo terzo Pro Bowl e inserito nel Second-team All-Pro dopo avere chiuso con 3.731 yard passate, 28 touchdown, 6 intercetti e corso 531 yard con 12 touchdown su corsa.
Nel turno delle Wild-card contro i Denver Broncos, Allen passò due touchdown superando Jim Kelly per il maggior numero nei playoff della storia della franchigia, nella vittoria per 31–7. La settimana successiva nel Divisional Round contro i Baltimore Ravens passò 127 yard e segnò due touchdown su corsa nella vittoria per 27–25. Concluse l'annata con la sconfitta 29-32 nell'AFC Championship Game contro i Kansas City Chiefs, deciso da un field goal segnato nei minuti finali di gara, in cui completò 22 passaggi su 34 tentati per 237 yard passate e due touchdown a cui aggiunse 11 corse per 39 yard.
Al termine della stagione Allen fu premiato come MVP della NFL e come quarterback dell'anno.

### Stagione 2025
Il 9 marzo 2025 Allen firmò un rinnovo contrattuale di sei anni con i Bills per un valore complessivo di 330 milioni di dollari, di cui 250 milioni garantiti alla firma, diventando il secondo quarterback più pagato della lega, con 55 milioni di dollari a stagione.

## Palmarès
- MVP della NFL: 1

2024
- Convocazioni al Pro Bowl: 3

2020, 2022, 2024
- Second-team All-Pro: 2

2020, 2024
- Giocatore offensivo della AFC del mese: 3

settembre e dicembre 2020, settembre 2024
- Giocatore offensivo della AFC della settimana: 15

17ª del 2018, 11ª del 2019, 2ª, 9ª, 13ª e 15ª del 2020, 3ª del 2021, 5ª, 6ª e 15ª del 2022, 2ª e 4ª del 2023, 3ª, 13ª e 15ª del 2024
- Quarterback dell'anno: 1

2024
- Quarterback della settimana: 9

2ª, 9ª e 15ª del 2020, 5ª e 18ª del 2022, 4ª del 2023, 13ª, 14ª e 15ª del 2024

## Statistiche

### Stagione regolare
| 2018   | BUF    | 12  | 11  | 169   | 320   | 52,8 | 2 074  | 6,5 | 75 | 10  | 12 | 67,9  | 89  | 631   | 7,1 | 45 | 8  | 28  | 213   | 8  | 2  | 5-6-0   |
| 2019   | BUF    | 16  | 16  | 271   | 461   | 58,8 | 3 089  | 6,7 | 53 | 20  | 9  | 85,3  | 109 | 510   | 4,7 | 36 | 9  | 38  | 237   | 14 | 4  | 10-6-0  |
| 2020   | BUF    | 16  | 16  | 396   | 572   | 69,2 | 4 544  | 7,9 | 55 | 37  | 10 | 107,2 | 102 | 421   | 4,1 | 38 | 8  | 26  | 159   | 9  | 6  | 13-3-0  |
| 2021   | BUF    | 17  | 17  | 409   | 646   | 63,3 | 4 407  | 6,8 | 61 | 36  | 15 | 92,2  | 122 | 763   | 6,3 | 34 | 6  | 26  | 164   | 8  | 3  | 11-6-0  |
| 2022   | BUF    | 16  | 16  | 359   | 567   | 63,3 | 4 283  | 7,6 | 98 | 35  | 14 | 96,6  | 124 | 762   | 6,1 | 44 | 6  | 33  | 162   | 13 | 5  | 13-3-0  |
| 2023   | BUF    | 17  | 17  | 385   | 579   | 66,5 | 4 306  | 7,4 | 81 | 29  | 18 | 92,2  | 111 | 524   | 4,7 | 23 | 15 | 24  | 152   | 7  | 4  | 11-6-0  |
| 2024   | BUF    | 17  | 17  | 307   | 483   | 63,6 | 3 731  | 7,7 | 64 | 28  | 6  | 101,4 | 102 | 531   | 5,2 | 30 | 12 | 14  | 63    | 5  | 2  | 13-4-0  |
| Totale | Totale | 111 | 110 | 2 296 | 3 628 | 63,3 | 26 434 | 7,3 | 98 | 195 | 84 | 101,4 | 759 | 4 142 | 5,5 | 45 | 65 | 189 | 1 150 | 64 | 26 | 76-34-0 |

### Play-off
| 2019   | BUF    | 1  | 1  | 24  | 46  | 52,2 | 264   | 5,7  | 38 | 0  | 0 | 69,5  | 9   | 92  | 10,2 | 42 | 0 | 3  | 27  | 2  | 1 | 0-1 |
| 2020   | BUF    | 3  | 3  | 77  | 120 | 64,2 | 817   | 6,8  | 37 | 5  | 1 | 94,3  | 25  | 145 | 5,8  | 18 | 1 | 8  | 94  | 2  | 0 | 2-1 |
| 2021   | BUF    | 2  | 2  | 48  | 62  | 77,4 | 637   | 10,3 | 75 | 9  | 0 | 149,0 | 17  | 134 | 7,9  | 26 | 0 | 2  | 16  | 1  | 0 | 1-1 |
| 2022   | BUF    | 2  | 2  | 48  | 81  | 59,3 | 616   | 7,6  | 52 | 3  | 3 | 80,1  | 12  | 46  | 3,8  | 12 | 1 | 8  | 39  | 3  | 1 | 1-1 |
| 2023   | BUF    | 2  | 2  | 47  | 69  | 68,1 | 389   | 5,6  | 34 | 4  | 0 | 101,7 | 20  | 146 | 7,3  | 52 | 3 | 2  | 14  | 1  | 0 | 1-1 |
| 2024   | BUF    | 3  | 3  | 58  | 82  | 70,7 | 636   | 7,8  | 55 | 4  | 0 | 109,6 | 29  | 105 | 3,6  | 13 | 2 | 5  | 22  | 3  | 0 | 2-1 |
| Totale | Totale | 13 | 13 | 302 | 460 | 65,7 | 3 359 | 7,3  | 75 | 25 | 4 | 101,7 | 112 | 668 | 6,0  | 52 | 7 | 28 | 212 | 12 | 2 | 7-6 |

Fonte: Pro Football Reference - In grassetto i record personali in carriera —      MVP della NFL —      leader della lega
Statistiche aggiornate alla stagione 2024